# Лебау
Лебау (нім. Löbau) або Любій (в-луж. і н-луж. Lubij) — місто в Німеччині, розташоване в землі Саксонія. Входить до складу району Герліц, що підпорядкований адміністративному округу Дрезден. Центр об'єднання громад Лебау.
Площа — 78,74 км2. Населення становить 14 347 ос. (станом на 31 грудня 2020).
Місто поділяється на 24 міських райони.

## Фотографії

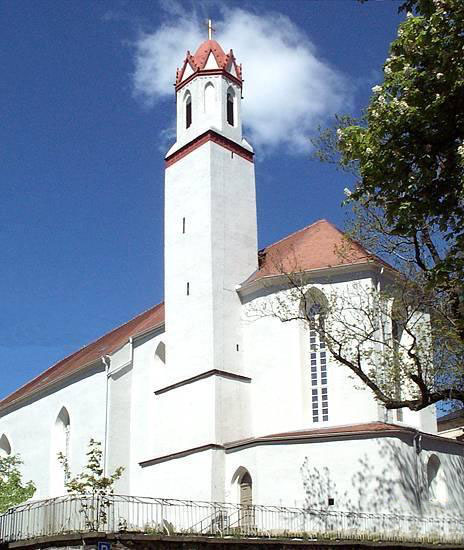
Кірха Йоганна
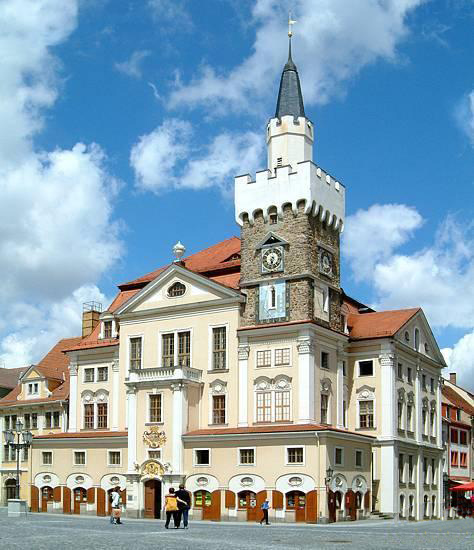
Ратуша
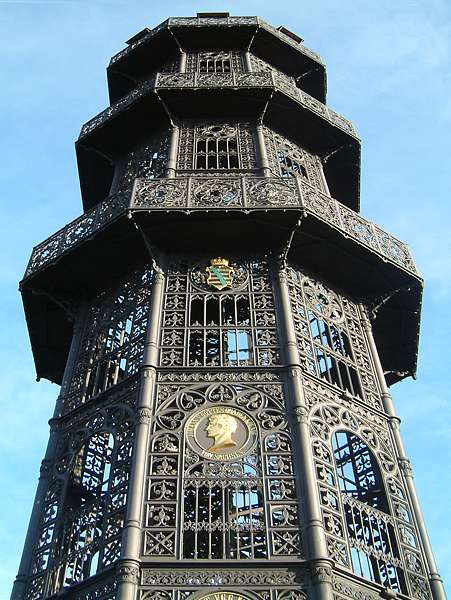
Вежа короля Фрідріха Августа
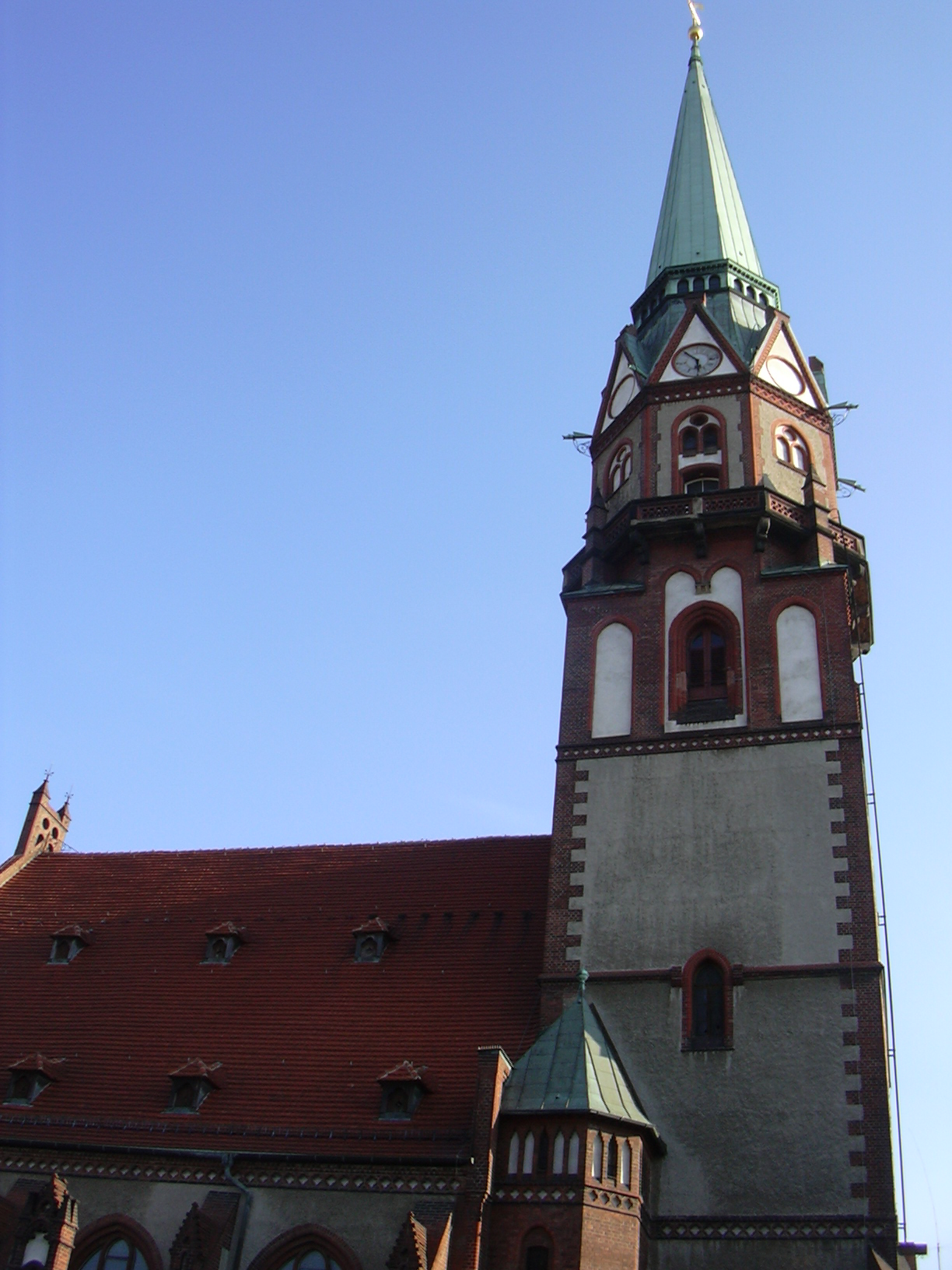
Вежа парафіяльної церкви Св. Миколая